# Pax islamita
Pax islamita là một loài nhện trong họ Zodariidae.
Loài này thuộc chi Pax. Pax islamita được Eugène Simon miêu tả năm 1873.